# Omar Salim
Omar Salim (Carson, 12 aprile 2003) è un taekwondoka statunitense naturalizzato ungherese.

## Palmarès
- Mondiali

Guadalajara 2022: oro nei 54 kg.
- Europei

Sofia 2021: oro nei -54 kg.
Manchester 2022: oro nei -54 kg.
Belgrado 2024: oro nei 63 kg.